# Václav Brožík mladší (karosář)
Václav Brožík mladší (30. ledna 1854 Plzeň – 6. listopadu 1927 tamtéž) byl český konstruktér a podnikatel, výrobce kočárů a povozů v Plzni. Roku 1891 byla jeho firma, založená jeho otcem Václavem Brožíkem starším, jmenována dvorním dodavatelem kočárů pro rakouského císaře Františka Josefa I. Od roku 1890 pak firmu V. Brožík a syn vedl samostatně. Firma se od roku 1985 zaměřila také na výrobu automobilových karosérií. Sám se roku 1900 stal vlastníkem prvního osobního automobilu v Plzni.

## Život

### Mládí
Narodil se v Plzni jako druhý nejstarší syn (třetí z osmi dětí) do rodiny výrobce kočárů Václava Brožíka staršího, původem z Dýšiny u Plzně, a jeho manželky Kateřiny. Otec, vyučený sedlář, se roku 1845 přestěhoval do Plzně a v Solní ulici nedaleko hlavního plzeňského náměstí provozoval dílnu na výrobu kožených pásků, řemenů a popruhů. V roce 1867 pak otec založil dílnu na výrobu kočárů v Přemyslově ulici na Říšském předměstí. Václav mladší se u otce vyučil sedlářem a v roce 1871 byl poslán do Drážďan, aby v tamní továrně na výrobu kočárů získal praxi. Dále působil v podobných továrnách v Berlíně (1872),  Vídni (1873) a Paříži (1874–1877).

### Podnikání

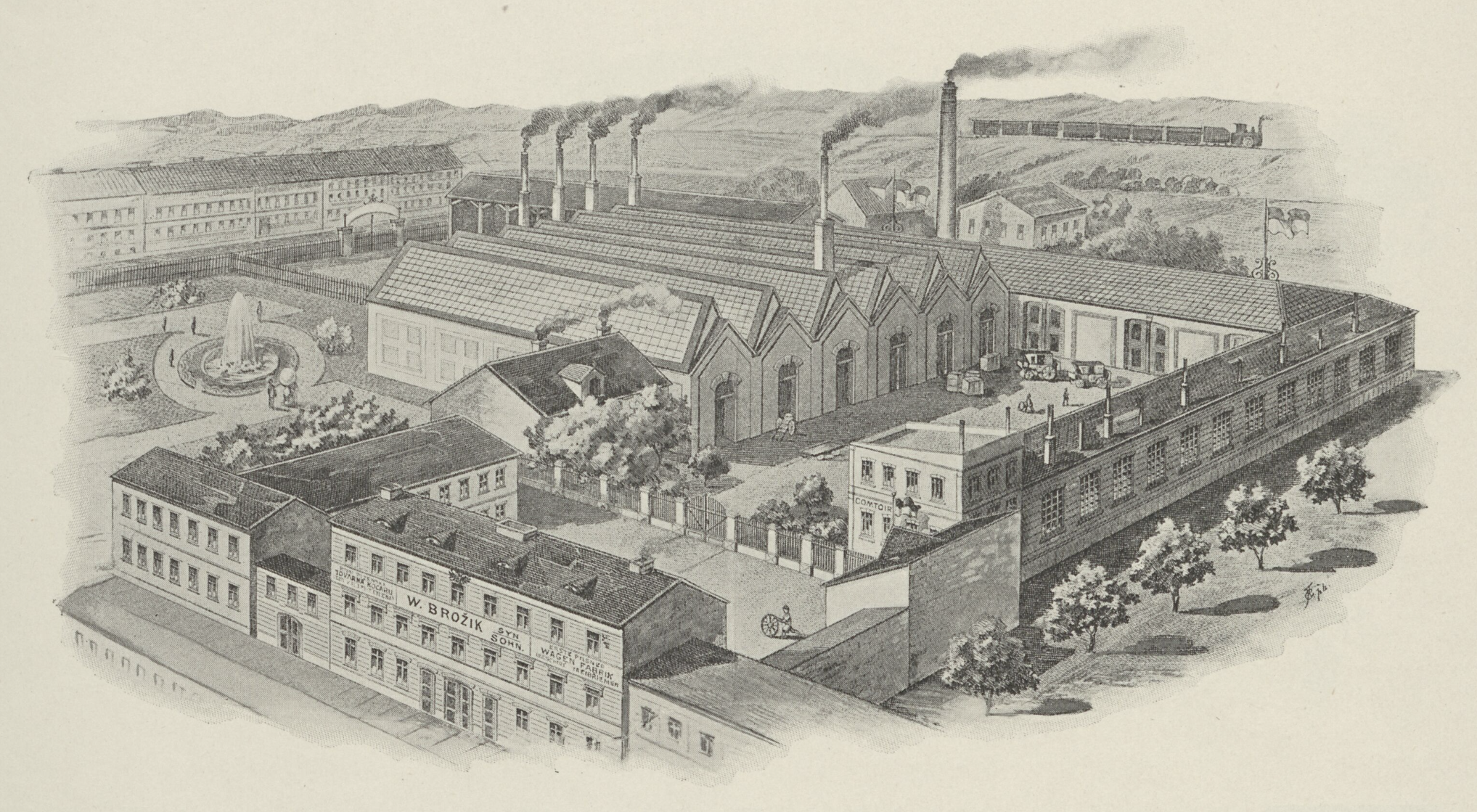
Továrna V. Brožík & Synové v Plzni (okolo roku 1898)

Roku 1883 se vrátil do Plzně, kde pomáhal s řízením rodinné firmy. Roku 1890 převzal její vedení a stal se jediným vlastníkem. Roku 1891 byl firmě propůjčen titul dvorního dodavatele kočárů císařem Františkem Josefem I. na Jubilejní zemské výstavě v Praze. Výroba byla roku 1894 přemístěna na křižovatku ulic Sirková a Nádražní, tzv. U Jána, nedaleko pivovaru Prazdroj. V roce 1895 zde byla vyrobena první automobilová karosérie, roku 1898 pak továrna dodala prvních 20 vozů pro tramvajovou elektrickou dráhu Františka Křižíka v Plzni. Vyráběla vozy též pro rakouského císaře, anglickou královskou rodinu či perského šáha.

### Mororismus
Václav Brožík mladší v roce 1900 zakoupil vlastní automobil, se kterým provedl několik jízd po Plzni. Stal se tak jedním z vůbec prvních majitelů osobního automobilu v Čechách a prvním vlastníkem auta ve městě.
Po roce 1900 byl provoz závodu zařízen také na prodej, opravu a údržbu automobilů, v pozdějších letech zde byly vyráběny rovněž zakázkové automobilové karoserie. K prodeji zde byly nové i ojeté osobní či nákladní vozy značek zejména německé či francouzské výroby: Mercedes, Maurer Union či domácí Laurin & Klement z Mladé Boleslavi. K dostání zde byly také například pneumatiky, autodíly nebo pohonné hmoty. Firma rovněž realizovala řadu prestižních zakázek, včetně výroby karoserií pro vznikající pražskou a vídeňskou taxislužbu či výrobu těles pro jedny z prvních pražských autobusů.
Brožík byl rovněž členem řady dalších institucí a spolků: správní rady Měšťanského pivovaru v Plzni, výboru Městské spořitelny či Západočeského autoklubu (čestný předseda) sdružujícího místní motoristy, sídlícího v hotelu Waldek v centru města.
Ve vedení firmy pokračoval téměř až do konce života, včetně náročného období první světové války. Roku 1924 vyrobila firma též karoserii pro vůz Škoda Hispano-Suiza prezidenta T. G. Masaryka.

### Úmrtí
Václav Brožík mladší zemřel roku 1927 na zápal plic. Byl pochován v rodinné hrobce na hřbitově u Kostela Všech svatých v Plzni. Jeho synové Václav a Jaroslav s manželkou Janou pokračovali v řízení firmy až do převzetí moci v Československu komunistickou stranou v únoru 1948. Firma Brožík byla následně znárodněna a zařazena pod firmu Karosa.